# طواف إينكو 2014
طواف إينكو 2014 (بالإنجليزية: 2014 Eneco Tour)‏ هو سباق دراجات هوائية أقيم بتاريخ 11–17 أغسطس 2014، تكون السباق من 7 مراحل وامتدّ لمسافة 1067. 4 كم.

## روابط خارجية
- طواف إينكو 2014 على موقع إحصائيات الدراجات الإحترافية (الإنجليزية)